# Sherry Buchanan
Sherry Buchanan (nacida ~ 1954 en Biloxi , Misisipi como Chery Lee Buchanan ) es una actriz estadounidense.

## Biografía
Buchanan creció en Nueva Orleans y, después de graduarse de la escuela secundaria en 1973, trabajó como asistente de producción en el rodaje de la producción de spaghetti wéstern My Name Is Nobody, que tuvo lugar en Luisiana. Luego se mudó a Roma, donde hizo su debut cinematográfico en Giallo al año siguiente, junto a Mario Adorf. En 1977, protagonizó junto a John Huston, Shelley Winters y Henry Fonda la película de terror The Polyp.
En 1979 se la vio como Emanuela en la película erótica "Confesión íntima de una mujer", que estaba basada en las películas de Emanuelle . Fue protagonista femenina en la película de terror de bajo presupuesto Zombi holocaust de Marino Girolami. Fue vista por última vez en un papel principal en la película de ciencia ficción Escape from Galaxy III , que también se comercializó en Alemania como Star Crash II .
En 1981 protagonizó dos episodios de la miniserie ítalo- británica The Seagull Island , que fue reeditada para su estreno en cines en la película "Attack of Killer Gulls". A mediados de la década de 1980 todavía tenía dos pequeños papeles en películas, pero luego terminó su carrera. 
En se vio el lanzamiento del cortometraje documental "Sherry Holocaust: Entrevista con la actriz Sherry Buchanan", en el que Buchanan habló sobre su carrera en el cine italiano.

## Filmografía

### Cine
- La polizia chiede aiuto de Massimo Dallamano (1974)
- Maldoror de Alberto Cavallone (1975)
- Il letto in piazza de Bruno Gaburro (1976)
- L'inconveniente de Pupo De Luca (1976)
- Tentacoli de Ovidio G. Assonitis (1977)
- La via della droga de  Enzo G. Castellari (1977)
- Occhi dalle stelle de Mario Gariazzo (1978)
- La settima donna de Franceso Prosperi (1978)
- La quinta era glaciale, de Sergio Di Nemi (1978) - cortometraje
- Il mondo porno di due sorelle de Franco Rossetti (1978)
- Il medium de Silvio Amadio (1980)
- Zombi holocaust de  Marino Girolami (1980)
- Carnada de José Juan Munguía y Douglas Sandoval (1980)
- Giochi erotici nella terza galassia de Bitto Albertini (1981)
- Il segreto di Seagull Island, de Nestore Ungaro (1982)
- Striscia ragazza striscia de David Schmoeller (1986)
- Capriccio de Tinto Brass (1987)

### Documental
- Sherry Holocaust (2016)